# Hélice aérienne

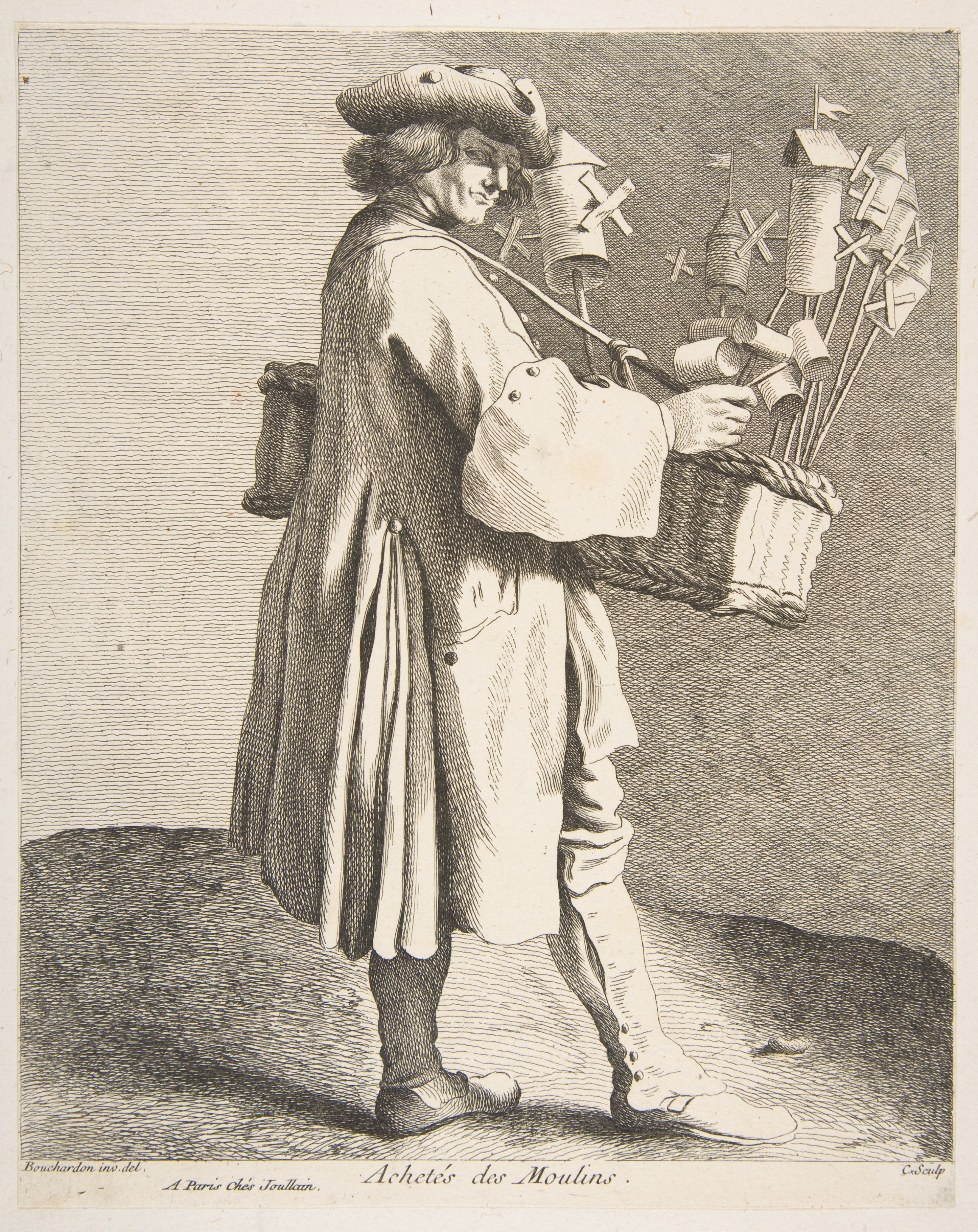
Cette illustration datant de 1742 représente un vendeur ambulant à Paris. Il vent des moulins à vent, un jouet pour enfants doté d'une hélice aérienne.

Une hélice aérienne est une hélice conçue pour tourner au sein d'une masse gazeuse, que cela soit au sein d'une masse d'air ou un quelconque autre mélange de gaz, ou que cela soit dans un mouvement statique de rotation ou dans un mouvement de rotation combiné à un mouvement de déplacement. De nombreuses inventions font appel à ce type d'hélice, dont :
- Le moulin à vent, destiné à moudre des aliments (blé, olives...), et dont l'inclinaison des pales force le vent qui traverse les pales à suivre un parcours hélicoïdal (c'est-à-dire en forme d'hélice). Sur les moulins à eau utilisant des roues à aubes, les pales n'ont pas d'inclinaison par rapport au plan de contact avec l'eau. Leurs roues à aubes n'entrent donc pas seulement dans la catégorie des hélices aériennes mais non plus dans la catégorie des hélices tout court.
- Le moulin à vent en jouet, souvent un bâton avec des pales en papier ou en plastique, un jouet pour enfants basé sur le même principe que le moulin à vent destiné à moudre.
- Les aéronefs, voir « hélice (aéronautique) », dont un très grand nombre est propulsé par des hélices, dites aussi « rotors ».
- Le terme « rotor » est particulièrement utilisé pour se référer aux différents types d'hélices aériennes des hélicoptères (voir rotor principal, rotor anticouple, et rotor contrarotatif).
- L'éolienne, qui suit le même principe que le moulin à vent mais en étant destinée à fournir de l'énergie plutôt qu'à agir sur une meule.
- L'éolienne de secours, un dispositif doté d'une hélice aérienne et servant notamment à fournir une motorisation supplémentaire à un aéronef à réaction dans le cas où ses réacteurs en viendraient à être défaillants. Ce n'est qu'un type d'hélice aéronautique (voir plus haut).
- Les hydroglisseurs et aéroglisseurs, des embarcations dont les hélices se propulsent à travers l'air situé au-dessus de la surface de l'eau au lieu de se propulser sous l'eau comme cela est le cas chez la plupart des navires propulsés par hélice.
- L'anémomètre à hélice, un instrument de mesure de la vitesse du vent. Monté sur un aéronef, l'anémomètre à hélice sert à mesurer la vitesse de l'aéronef relative à l'air.

## Galerie d'images

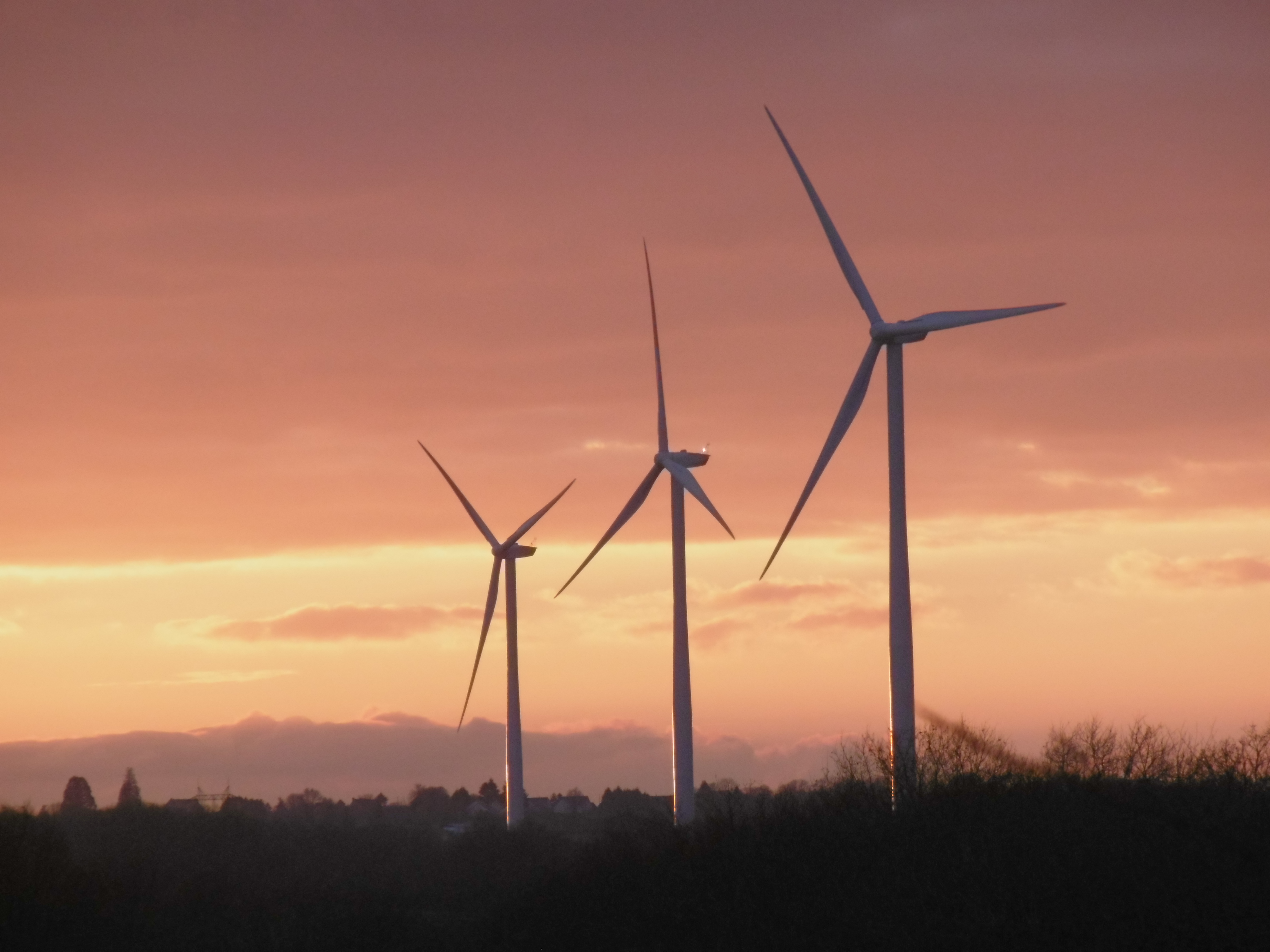
Des éoliennes en France.
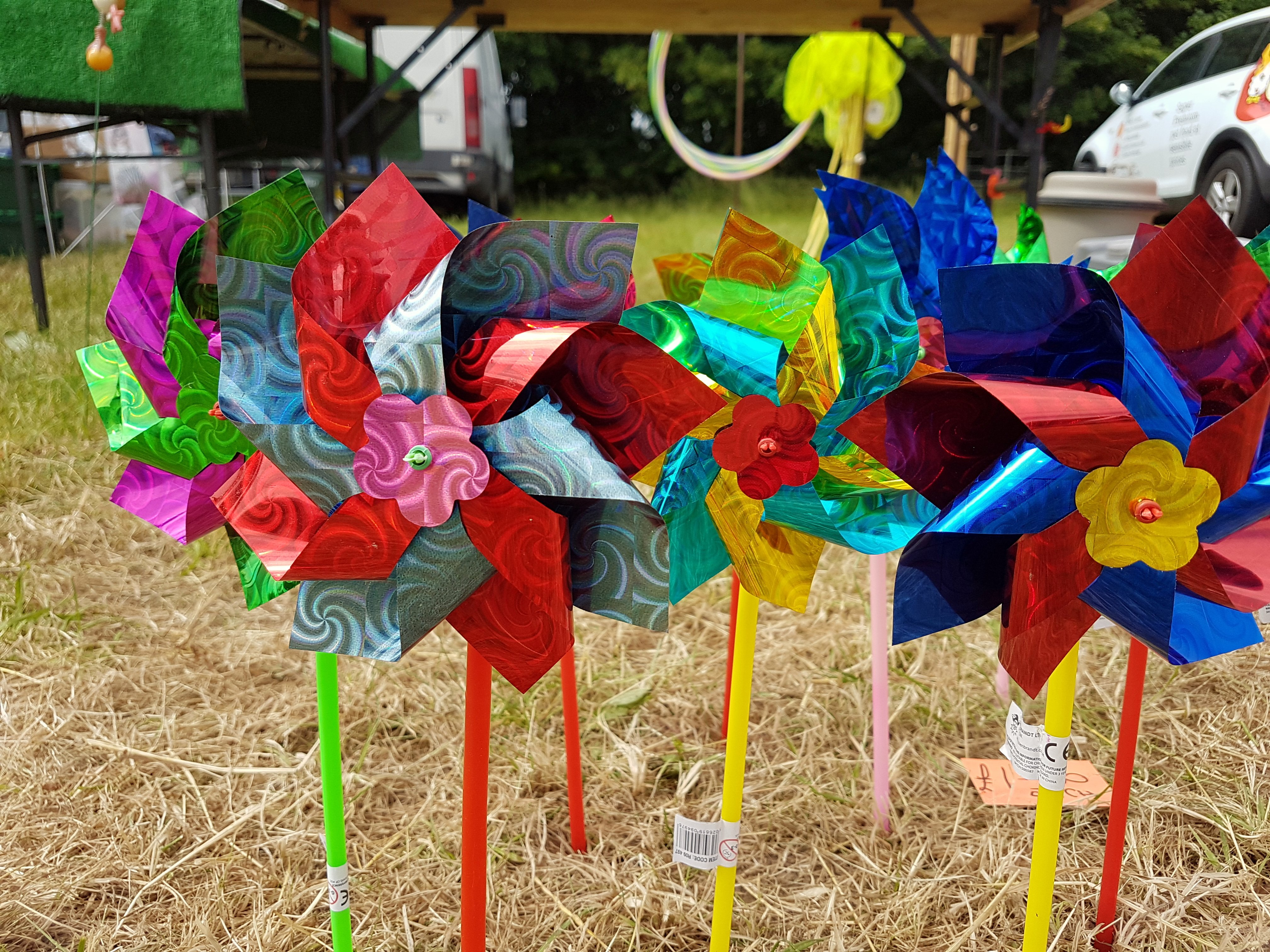
Des moulins à vents en jouet.
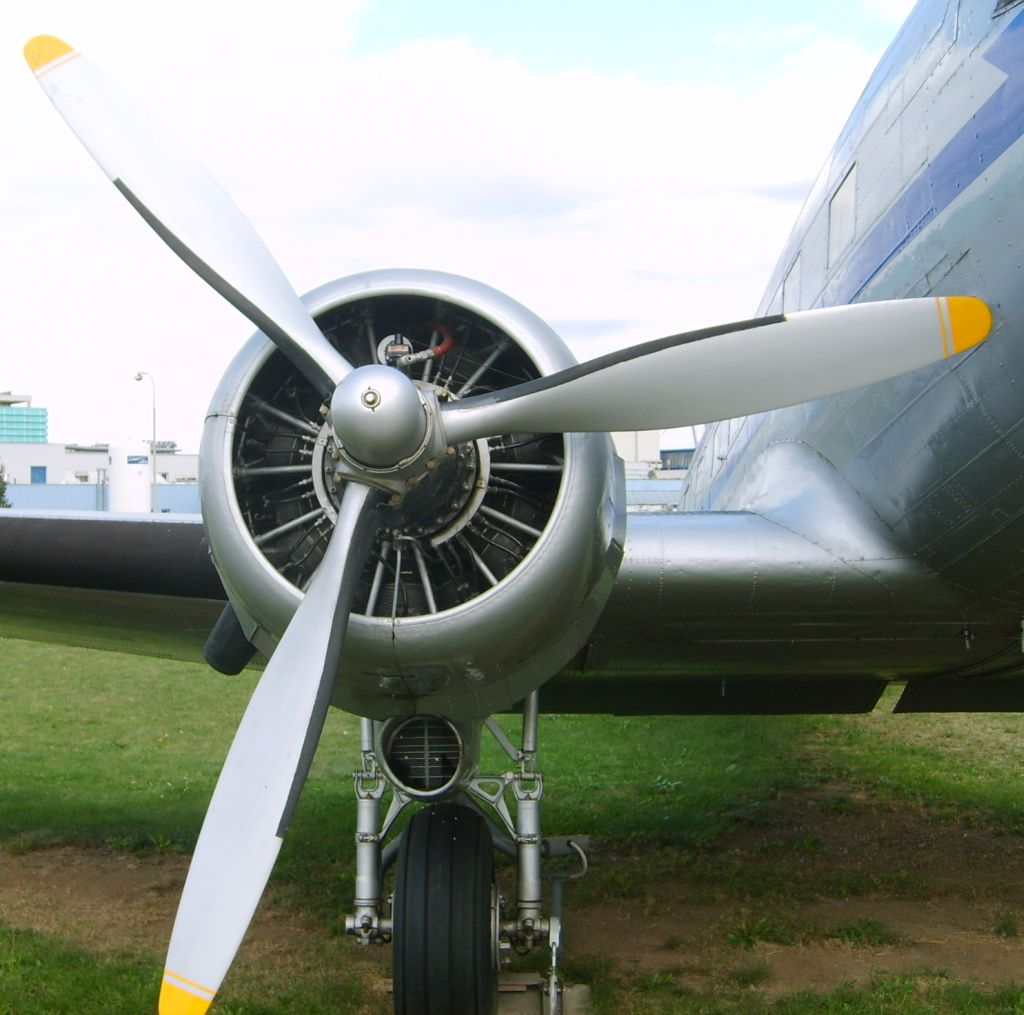
Hélice tribord d'un Douglas DC-3.
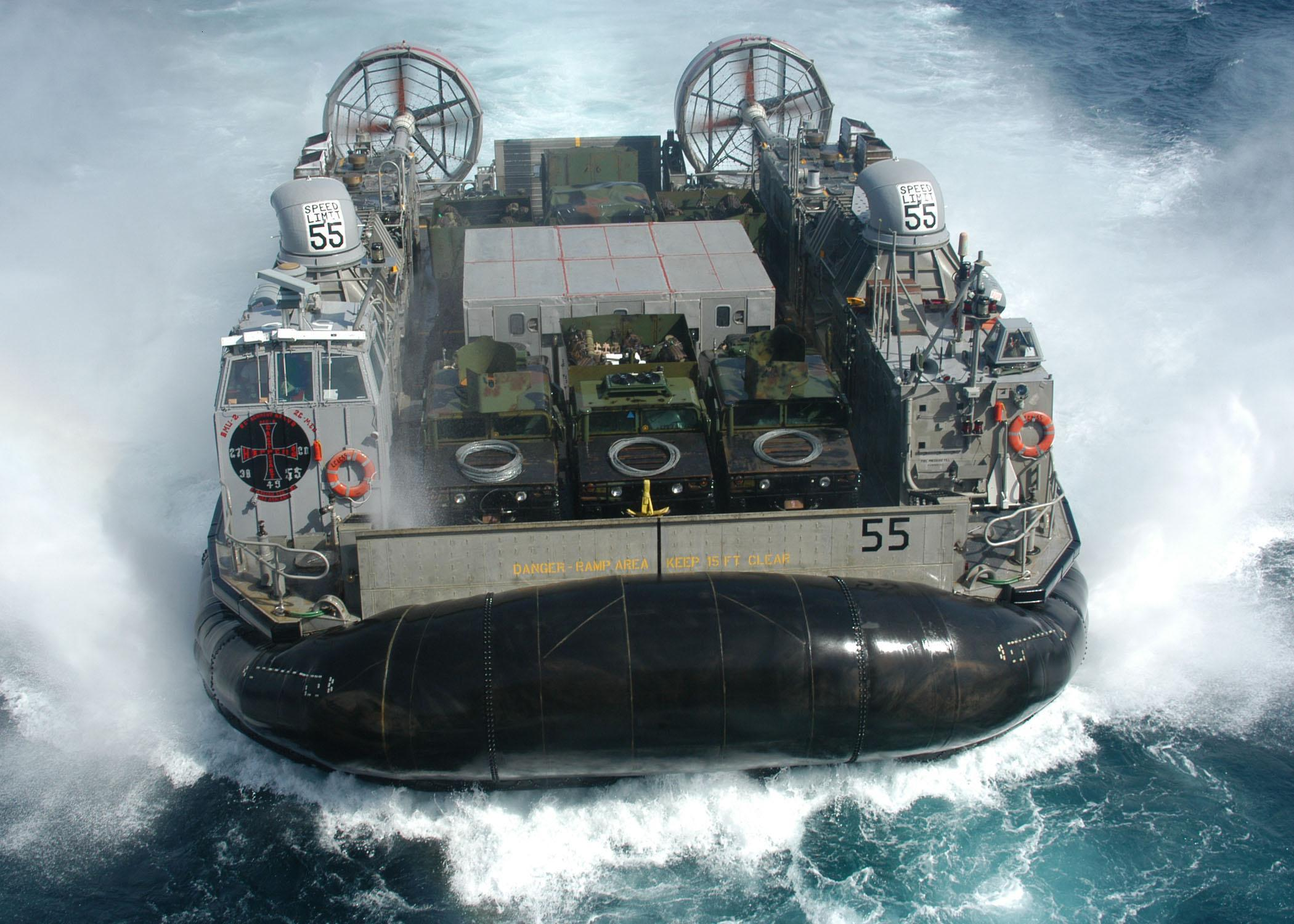
Hélices à la poupe d'un aéroglisseur de l'armée américaine.
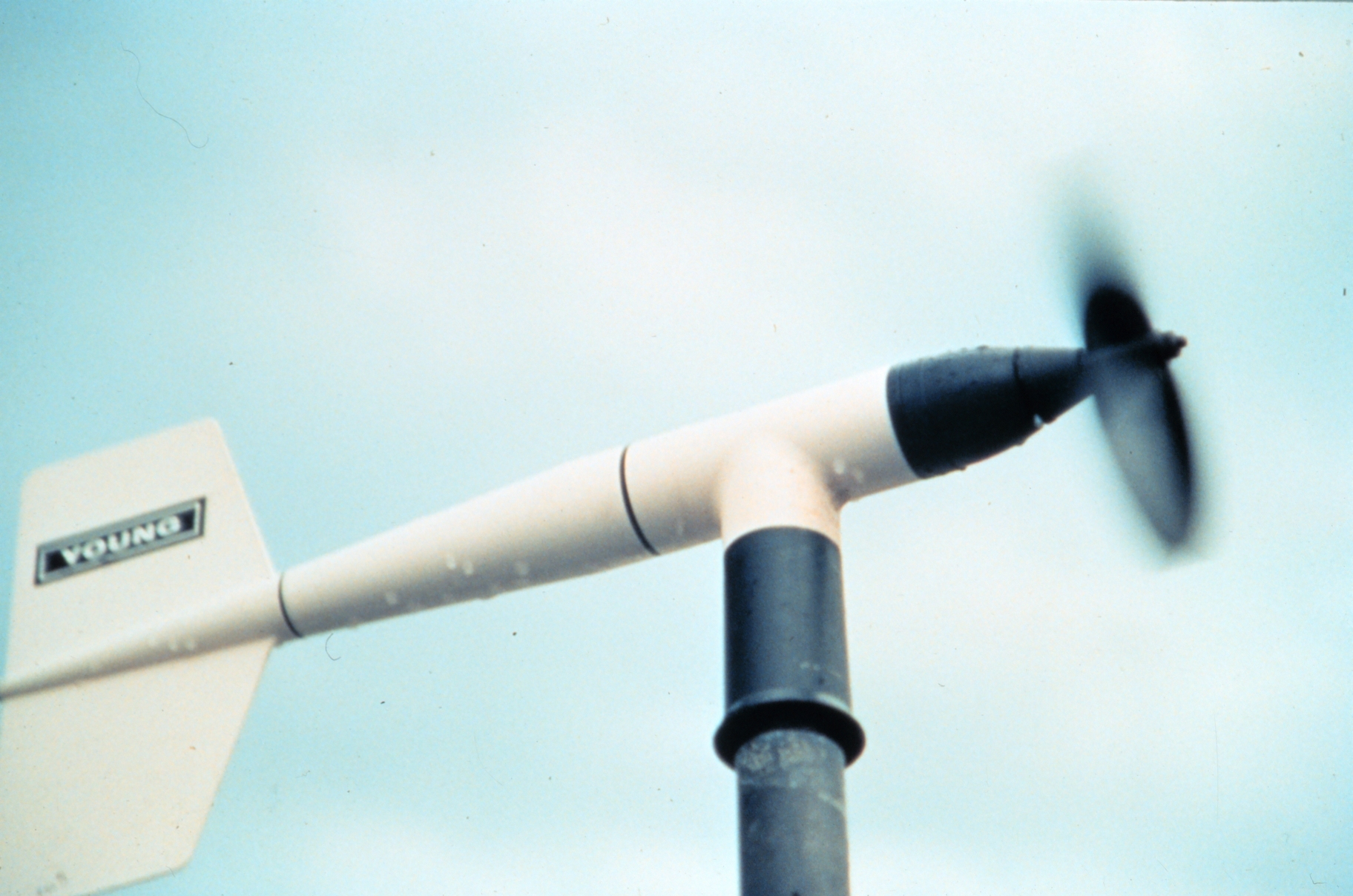
Hélice en rotation sur un anémomètre à hélice.